# Kanopus (Ägypten)
Kanopus, lateinisch Canopus (altgriechisch Κάνωβος Kánōbos oder Κάνωπος Kánopos, von altägyptisch Kah-nub „Goldener Boden“) war eine antike ägyptische Küstenstadt im westlichen Nildelta. Die Stadt war der wichtigste ägyptische Handelshafen neben Herakleion vor der Gründung Alexandrias. Der altägyptische Beiname Kah-nub ist eine Anspielung auf den immensen Reichtum, den die Händler hier im Hafen erwarben.

## Geografische Lage
Koordinaten: 31° 18′ 12″ N, 30° 5′ 0″ O

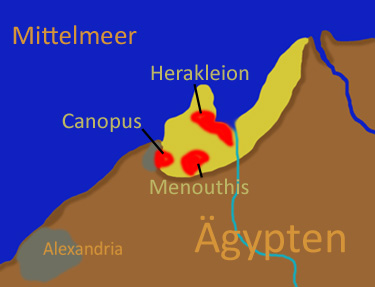
Ausschnitt von Nordägypten mit den untergegangenen Städten Kanopus, Herakleion und Menouthis (gelb: versunkenes Land; die türkisfarbene Linie stellt einen heute versandeten Nilarm dar).

Die Stätte liegt etwa 25 Kilometer östlich des heutigen Zentrums Alexandrias an der Stelle der ägyptischen Siedlung Per-Geuti, am Westufer der Mündung des westlichsten Nilarms, des nach der Stätte benannten kanopischen oder heraklotischen Mündungsarms (er war dem altägyptischen Gott Chons – entsprechend dem griechischen Herakles – geweiht). Vergleiche mit der Sichtbarkeit des hellen Sterns Canopus.

## Gründungsmythos und Namensursprung
Eine andere Herleitung des Namens und der Mythos der Stadtgründung von Kanopus ist in Homers Ilias zu finden. Homer benennt den Kommandanten Kánopos von König Menelaos’ Schiff als den Ursprung des Namens. Während Menelaos mit seinen Schiffen vor der ägyptischen Küste ankerte (siehe auch die Namensherkunft von Pharos), starb sein Kapitän während eines Landgangs an einem Schlangenbiss. Menelaos selbst begrub ihn dort und errichtete ihm ein Grabmonument, um das später die gleichnamige Stadt entstand. Herodot (5. Jahrhundert v. Chr.) nannte Kanopus in seinem ägyptischen Logos (ca. 100 Jahre vor der Gründung Alexandrias) einen „antiken Hafen“ – ein Hinweis auf das hohe Alter der Stadt. Wann Kanopus gegründet wurde, ist unbekannt.

## Geschichte

### Hellenistische Zeit
Pharao Ptolemaios III. Euergetes I. errichtete hier einen Osiris-Tempel mit Orakel. Dort konnte man durch Träume geheilt werden. In diesem Tempel stand ursprünglich das sogenannte Kanopus-Dekret, das im neunten Regierungsjahr (239 v. Chr.) des Pharaos von einer großen Priesterversammlung verfasst wurde und in dem unter anderem dem Pharao und seiner Gattin Berenike II. verschiedene neue Titel verliehen wurden.
An dem Nilarm befand sich der Kanal von Kanopos, der der Flusspolizei und der Zollerhebung in der Zeit des Hellenismus diente.

### Römische Zeit
In römischer Zeit war die Stadt berüchtigt für ihre Verschwendung und ihren Luxus und wurde deshalb in der Neuzeit auch als „St. Tropez der Antike“ bezeichnet. In seiner 6. Satire weist Juvenal auf die hier herrschenden Ausschweifungen hin. Auch in der 15. Satire wird Kanopus als Negativ-Beispiel für die luxuria (Schwelgerei, Zügellosigkeit) der Ägypter angeführt. Hadrian ließ den Tempel in seiner Villa in Tibur nachbilden. Bei Vergil heißt es zur Beschreibung des Nils und wegen ihrer alten Beziehung zu Pella in Makedonien:
Wo das glückliche Volk von Canopus, pelläischen Ursprungs,
Längs dem vom Wellenerguß weitsumpfenden Nilus sich anbaut
Und um seine Gefild’ hinfährt in bemaleten Bögen ...

### Spätantike
Nach Einführung des Christentums verfiel die Stadt. Die Ruinenstätte ist noch heute westlich von Abukir zu finden. Auf ein spätantikes Bistum geht das Titularbistum Canopus der römisch-katholischen Kirche zurück.

## Erforschung
Frühere Ausgrabungen etwa zwei bis drei Kilometer südwestlich des Fischerdorfs Abukir haben ausgedehnte Spuren der Stadt freigelegt. Unter anderem fand man Kais und Granitmonumente mit dem Namen des Pharaos Ramses II., die wahrscheinlich zu einer späteren Zeit hierher gebracht wurden.
Der Gott Osiris wurde in Kanopus in der Form einer Vase mit einem Menschenkopf verehrt. Als die ersten Ägyptologen in Gräbern Krüge mit Menschen- und Tierköpfen fanden, benannten sie diese fälschlicherweise nach diesem kanopischen Osiris als Kanopen.
Am 15. April 1866 wurde das Kanopus-Dekret bei Ausgrabungen im nahegelegenen Kom el-Hisn durch Richard Lepsius wiederentdeckt. Von diesem Dekret sind zwei Exemplare bekannt, die in den beiden ägyptischen Schriftsystemen (Hieroglyphenschrift und Demotisch) und Griechisch verfasst wurden. Sie bildeten nach dem Stein von Rosette die zweitwichtigste Quelle zum Verständnis der ägyptischen Sprache zur Zeit der Ptolemäer.
Seit 1996 wird das Gebiet vor der Küste vor Abukir von dem französischen Unterwasserarchäologen Franck Goddio untersucht. Es wird vermutet, dass weitere Teile der Stadt Kanopus etwa zwei Kilometer östlich des heutigen Hafens der Stadt versunken im Meer liegen.